# Hymn Abchazji
Aiaaira (pol. Zwycięstwo) – hymn państwowy Abchazji, przyjęty wraz z deklaracją niepodległości tego kraju w 1992 r. Autorem słów jest Gennadi Alamia a kompozytorem Waleri Czkadua. Hymn jest wzorowany na motywie oraz słowach abchaskiej pieśni rewolucyjnej „Kyaraz”, z czasów kontroli Abchazji przez wojska gruzińskie.

## Słowa
| Tekst oryginalny | Transkrypcja |
| Шәнеибац, шәнеибац, Аҧсуаа рыҷкәынцәа. Аҧсны азыҳәан Ашьа казҭәаз, Аҧсуаа рыҷкәынцәа. Ахақәиҭраз Ашьа казҭәаз, Аҧсуаа рыҷкәынцәа. О-ҳо-ҳо-о ҳо-о-Рада О-ҳо-ҳо-о ҳо-о-Рада-Ра! Ажәҩан мрадоуп, еҵәадоуп Уара уда Аҧсынра! Еҵәa-бырлаш Аҧсынтәла, Улҧха згәаҵақәа ирҭыҧхо. Геи-шьхеи рыҧшӡара заҧшнылаз. Жәлар ламысла иҳаракоит. Рада, Реида, Рарира Рада, Рерама, Рерашьа. Нарҭаа риирa-зиироу Афырхацәа Ран-Гуашьа Аҧсынтәыла-иҧшьоч атәыла Зхы здиныҳәалаз Анцәа Зқьышықәасала имҩасхьо гылоуп Рыжәаҩа еибырҭоит уҧацәа. Шәнеибац Аҧсныжәлар! Аишьцәа, шәнеибац! Нхыҵ-аахыҵ ҳаицуп! Ҳазшаз илаҧш Ҳхыуп иаҳхымшәо Ҧеҧш лаша ҳзышуп! Шәнеибац, Аҧсныжәлар, Игылеит ҳамра, Иақәым ҭашәара! Урылагәыргьа, Анра-аҳшара Шьардаамҭа, Аҧсынра.' | Szłneibac, szłneibac, Apsuaa ryczkłyncła. Apsny azyhłan Asza kaztpaz, Apsuaa ryczkłyncła. Achakłitraz Asza kaztpaz, Apsuaa ryczkłyncła. O-ho-ho-o ho-o-Rada O-ho-ho-o ho-o-Rada-Ra! Ażłjan mradoup, ecładoup Uara uda Apsynra! Ecła-byrlasz Apsyntpla, Ulpcha zgłacakła irtypcho, Gei-szchei rypszdzara zapsznylaz. Żłlar lamysla iharakoit. Rada, Reida, Rarira Rada, Rerama, Rerasza. Nartaa riira-ziirou Afyrchacła Ran-Guasza Apsyntpyla-ipszocz atpyla Zchy zdinyhłalaz Ancła Zkyszykłasala imjascho gyloup Ryżłaja eibyrtoit upacła. Szłneibac Apsnyżłlar! Aiszcła, szłneibac! Nchyc-aachyc haicup! Hazszaz ilapsz Hchyup iahchymszło Pepsz lasza hzyszup! Szłneibac, Apsnyżłlar, Igyleit hamra, Iakłym taszłara! Urylagłyrga, Anra-ahszara Szardaamta, Apsynra. |